# Elie Kedourie
Elie Kedourie CBE, FBA (* 25. Januar 1926 in Bagdad; † 29. Juni 1992 in Washington) war ein britischer konservativer Historiker mit dem Schwerpunkt auf dem Mittleren Osten. Er galt als so konservativ wie unorthodox und lehrte an der London School of Economics (LSE) 1953 bis 1990 als Politikwissenschaftler.

## Herkunft und Werdegang
Er wuchs als Sohn irakischer Juden in Bagdad auf und begann sein Studium an der LSE. Seine Doktorarbeit (später als England and the Middle East veröffentlicht) kritisierte die britische Irakpolitik der Zwischenkriegszeit. Kedourie wurde zunächst wegen eines Konflikts mit einem Prüfer, Sir Hamilton Gibb der Titel verweigert. Michael Oakeshott brachte Kedourie an die LSE zurück.
Das spätere Buch kritisierte T. E. Lawrence und die britische Unterstützung des arabischen Nationalismus scharf. 1964 gründete Kedourie das Middle Eastern Studies Journal.

## Betrachtungen zur Nahostpolitik und Entwicklungsproblematik
Sein 1960 erschienenes Buch zum Nationalismus, den er als zeitgebundene und negative Erscheinung betrachtete, führte zu Gegenveröffentlichungen, so Thought and Change (1964) und Nations and Nationalism (1983) von Ernest Gellner.
Kedourie kritisierte eine Schwächung des British Empire durch übermäßige Selbstanklage. Arnold J. Toynbee hielt er in The Chatham House Version vor, mit an dem Verlust der britischen bestimmenden Rolle im Mittleren Osten Schuld zu sein.
Für die antijüdischen Ausschreitungen in Bagdad im Königreich Irak ab 1948 sah er eine Mitschuld Israels, das diese durch Agenten vor Ort verstärkt habe, um irakische Juden zur Auswanderung nach Israel zu bewegen.
Kedourie zufolge kam die Armut und der Entwicklungsrückstand der Dritten Welt nicht aufgrund der Ausbeutung durch die erste zustande, sondern durch deren eigene dysfunktionale Traditionen und Kulturen, Korruption und mangelnden Bürgersinn.

## Bücher
- England and the Middle East: The Vital Years 1914–1921 (1956); Neuauflage unter dem Titel England and the Middle East. Dhe destruction of the Ottoman Empire 1914–1921
- Nationalism (1960) revised edition 1993
- Afghani and 'Abduh: An essay on religious unbelief and political activism in modern Islam (1966)
- The Chatham House Version: And Other Middle Eastern Studies (1970)
- Nationalism in Asia and Africa (1970) editor
- Arabic Political Memoirs and Other Studies (1974)
- In the Anglo-Arab Labyrinth: The McMahon-Husayn Correspondence and its Interpretations 1914–1939 (1976)
- Middle Eastern Economy: Studies in Economics and Economic History (1976)
- The Jewish World: Revelation, Prophecy and History (1979) editor, as The Jewish World: History and Culture of the Jewish World (US)
- Islam in the Modern World and Other Studies (1980)
- Towards a Modern Iran; Studies in Thought, Politics and Society (1980) editor with Sylvia G. Haim
- Modern Egypt: Studies in Politics and Society (1980) editor
- Zionism and Arabism in Palestine and Israel (1982) editor with Sylvia G. Haim
- The Crossman Confessions and Other Essays in Politics, History and Religion (1984)
- Diamonds into Glass: The Government and the Universities (1988)
- Essays on the Economic History of the Middle East (1988) editor with Sylvia G. Haim
- Democracy and Arab Political Culture (1992)
- Politics in the Middle East (1992)
- Spain and the Jews: The Sephardi Experience, 1492 and after (1992)
- Hegel & Marx: Introductory Lectures (1995)